# 新泰羊氏墓地
新泰羊氏墓地，位于山东省新泰市羊流镇、天宝镇。是中华人民共和国山东省省级文物保护单位之一。
2015年6月23日，列入第五批山东省文物保护单位，该文物保护单位分类为古墓葬。